# Ley de derechos de autor de la Unión Europea
La normativa de derechos de autor en la Unión Europea establece las reglas para la protección de estos derechos en todo el territorio comunitario. Aunque existe una armonización significativa, aún persisten diferencias entre los países miembros. Este marco normativo se ha desarrollado a través de varias directivas que los estados deben implementar en sus legislaciones nacionales.
Entre las principales directivas se encuentran la Directiva de 2006 sobre plazos de derechos de autor, la Directiva de la sociedad de la información y la Directiva para los derechos de autor en el mercado único digital. Asimismo, la legislación europea en esta materia está influida por tratados internacionales en los que participan la Unión o sus Estados miembros, como el Acuerdo sobre los ADPIC y el Convenio de Berna.

## Historia
Los esfuerzos por unificar la legislación sobre derechos de autor en Europa se remontan al 9 de septiembre de 1886, cuando se firmó el Convenio de Berna para la Protección de las Obras Literarias y Artísticas. Actualmente, todos los Estados miembros de la Unión Europea son signatarios de este convenio, cuyo cumplimiento es un requisito previo para unirse a la Unión.
Un avance significativo en la armonización de las leyes de derechos de autor ocurrió cuando la Comunidad Económica Europea adoptó un estándar común para proteger los derechos relacionados con programas informáticos, establecido en la Directiva sobre programas de ordenador de 1991.
Posteriormente, en 1993, la Directiva sobre la duración del derecho de autor fijó un período uniforme de protección de 70 años desde el fallecimiento del autor.
La implementación de las directivas sobre derechos de autor ha resultado significativamente más polémica en comparación con otros temas, como lo demuestran las seis sentencias relacionadas con la falta de transposición de la Directiva sobre la Sociedad de la Información. Históricamente, las leyes de derechos de autor han mostrado diferencias marcadas entre los Estados miembros, especialmente entre los sistemas jurídicos basados en el derecho civil y aquellos fundamentados en el derecho consuetudinario.
Además, las reformas en la legislación sobre derechos de autor han estado asociadas con movimientos de protesta contra la Organización Mundial del Comercio y, de manera más amplia, contra la globalización.